# Francisco Solano López
Francisco Solano López Carrillo (Asunción, 24 juli 1827 - Cerro Corá (Amambay), 1 maart 1870) was president van Paraguay van 1862 tot zijn dood in 1870. Hij was de oudste zoon van Juana Pabla Carrillo en de president Carlos Antonio López.
Hij is een van de meest controversiële figuren uit de Latijns Amerikaanse geschiedenis, vooral vanwege de 
Paraguayaanse oorlog, bekend in het Rio de la Plata-bekken als "Guerra de la Triple Alianza".
Vanuit één perspectief waren zijn ambities de belangrijkste reden voor het uitbreken van de oorlog terwijl andere bronnen beweren dat hij een felle voorvechter was van de onafhankelijkheid van Zuid-Amerikaanse landen tegen buitenlandse heerschappij en belangen. Hij verzette zich tot het einde en werd gedood in actie tijdens de Slag om Cerro Corá, die het einde van de oorlog markeerde.

## Leven en carrière

### Leven vóór de oorlog

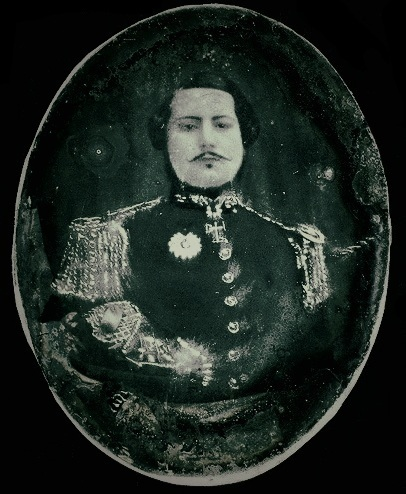
Solano López rond de leeftijd van 27
(ca.1854), daguerreotype

Solano López werd geboren in Manorá, een “barrio” (wijk) van Asunción in 1827. Zijn vader, Carlos Antonio Lopez, werd Paraguayaanse president in 1841 na de dood van de lange tijd regerende Dictator Supremo, José Gaspar Rodríguez de Francia. De oude Lopez zou zijn zoon op 18-jarige leeftijd als Brigadier-generaal in het Paraguayaanse leger aanstellen. Tijdens de Argentijnse burgeroorlogen werd Solano Lopez benoemd tot commandant-in-chief van Paraguayaanse troepen gestationeerd langs de Argentijnse grens. Hij volgde zijn eerste militaire studies in Rio de Janeiro en Asunción, specialiserend in fortificaties en artillerie.

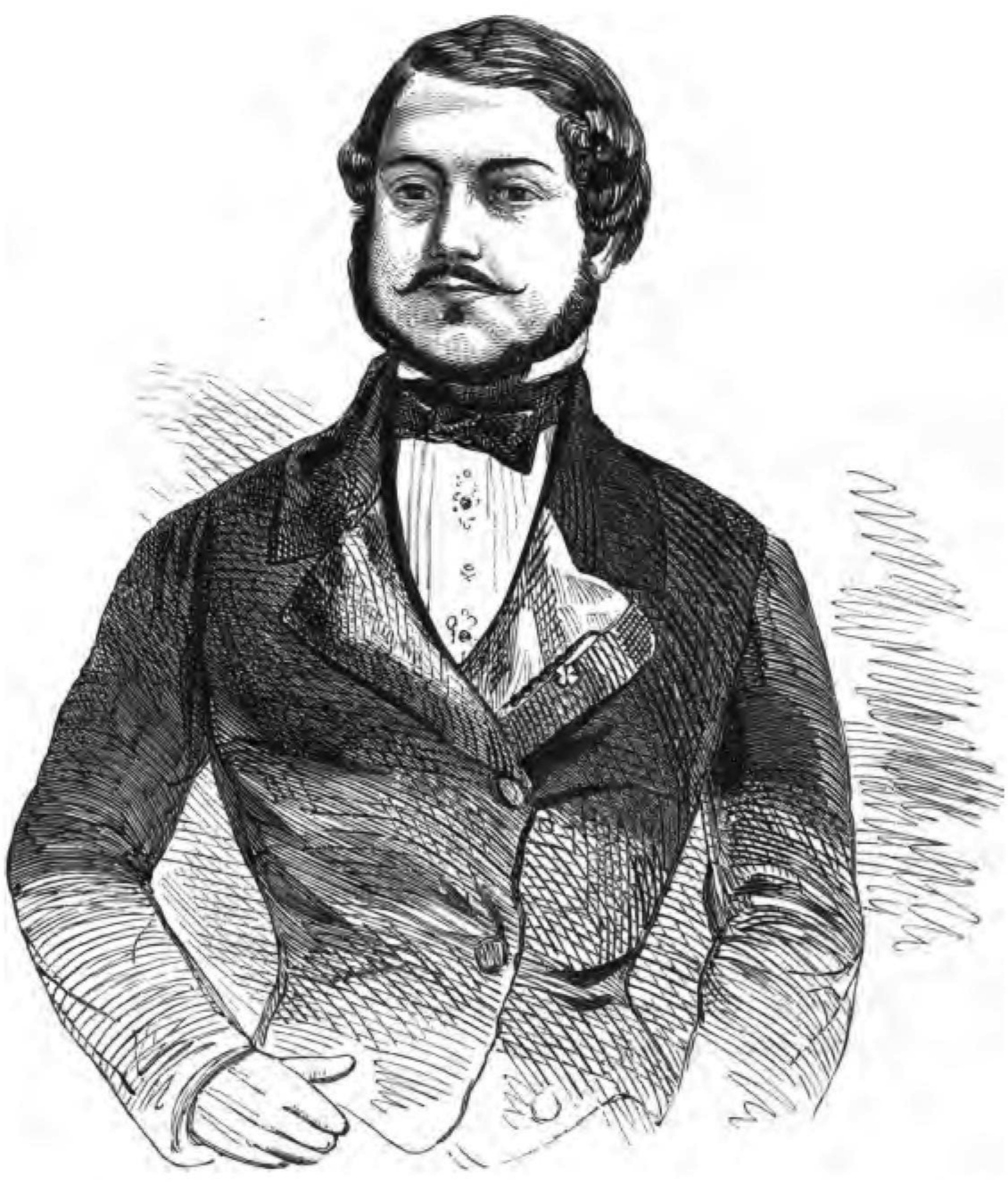
Brigadier-generaal Francisco Solano López
(1854)

Solano Lopez werd in 1853 als Gevolmachtigd minister naar Groot-Brittannië, Frankrijk en het Koninkrijk van Sardinië gestuurd. Lopez vervolgde met het doorbrengen van meer dan anderhalf jaar in Europa, het grootste deel in Parijs, waar hij militaire lessen volgde als gaststudent in de École Spéciale Militaire de Saint-Cyr. Hij trok de aandacht van Napoleon III, die hem decoreerde met de Orde van het Legioen van Eer vanwege zijn militaire vaardigheden. Hij diende ook als een buitenlandse militaire waarnemer tijdens de Krimoorlog. Hij kocht namens het Paraguayaanse leger grote hoeveelheden wapens en militaire goederen, samen met verschillende stoomboten. Hij moderniseerde ook het Paraguayaanse leger met militaire nieuwigheden die hij in Europa was tegengekomen, adopteerde de Franse Code en het Pruisische Systeem van militaire organisatie (enige lof ontvangend hiervoor vele jaren later). Zijn diplomatieke werk omvatte ook het organiseren van een project voor het bouwen van een nieuwe spoorweg en inspanningen om een Franse emigrantenkolonie in Paraguay te vestigen. Hij zorgde tevens voor de eerste elektrische telegraaf in Zuid-Amerika. Lopez werd ook een grote bewonderaar van het Tweede Franse Keizerrijk en ontwikkelde een fascinatie voor Napoleon Bonaparte. López rustte later zijn leger uit met uniformen die waren ontworpen om te passen bij die van het  Grande Armée  en er werd gezegd dat hij ook voor zichzelf een exacte replica van Napoleon's kroon, maar dit blijft onbewezen.

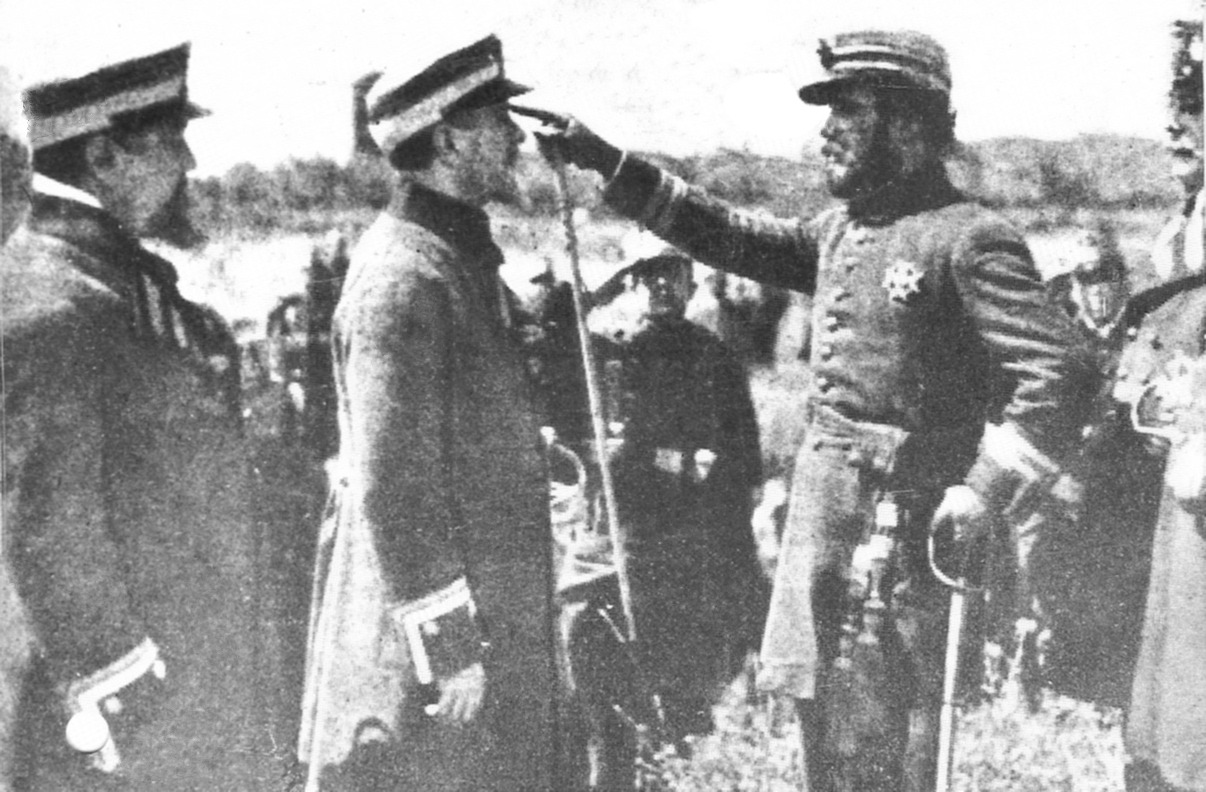
Vermeende foto van Solano López in Frankrijk
(ca.1854)

Het was ook tijdens zijn tijd in Frankrijk dat Solano Lopez een Parijse courtisane, de in Ierland geboren Eliza Lynch, ontmoette en haar mee terugnam naar Paraguay. Daar was ze zijn concubine en  de facto  first lady tot zijn dood.
Solano López keerde terug uit Europa in 1855 en zijn vader benoemde hem tot Minister van Oorlog. In 1857 wordt hij verheven tot het ambt van Vice President van Paraguay.
In november 1859 was López aan boord van de oorlogstoomboot Tacuari, toen die werd aangevallen door Britse Royal Navy schepen die probeerden zijn vader onder druk te zetten om een Britse burger uit de gevangenis vrij te laten. De Britse consul die tot de aanval beval, was Sir William Dougal Christie, later vervangen door Edward Thornton die Argentinië persoonlijk ondersteunde in de War of the Triple Alliance.
Na de dood van zijn vader in 1862, nodigde López het Congres van Paraguay uit en werd hij unaniem uitgeroepen tot President van Paraguay voor een termijn van tien jaar.

## President

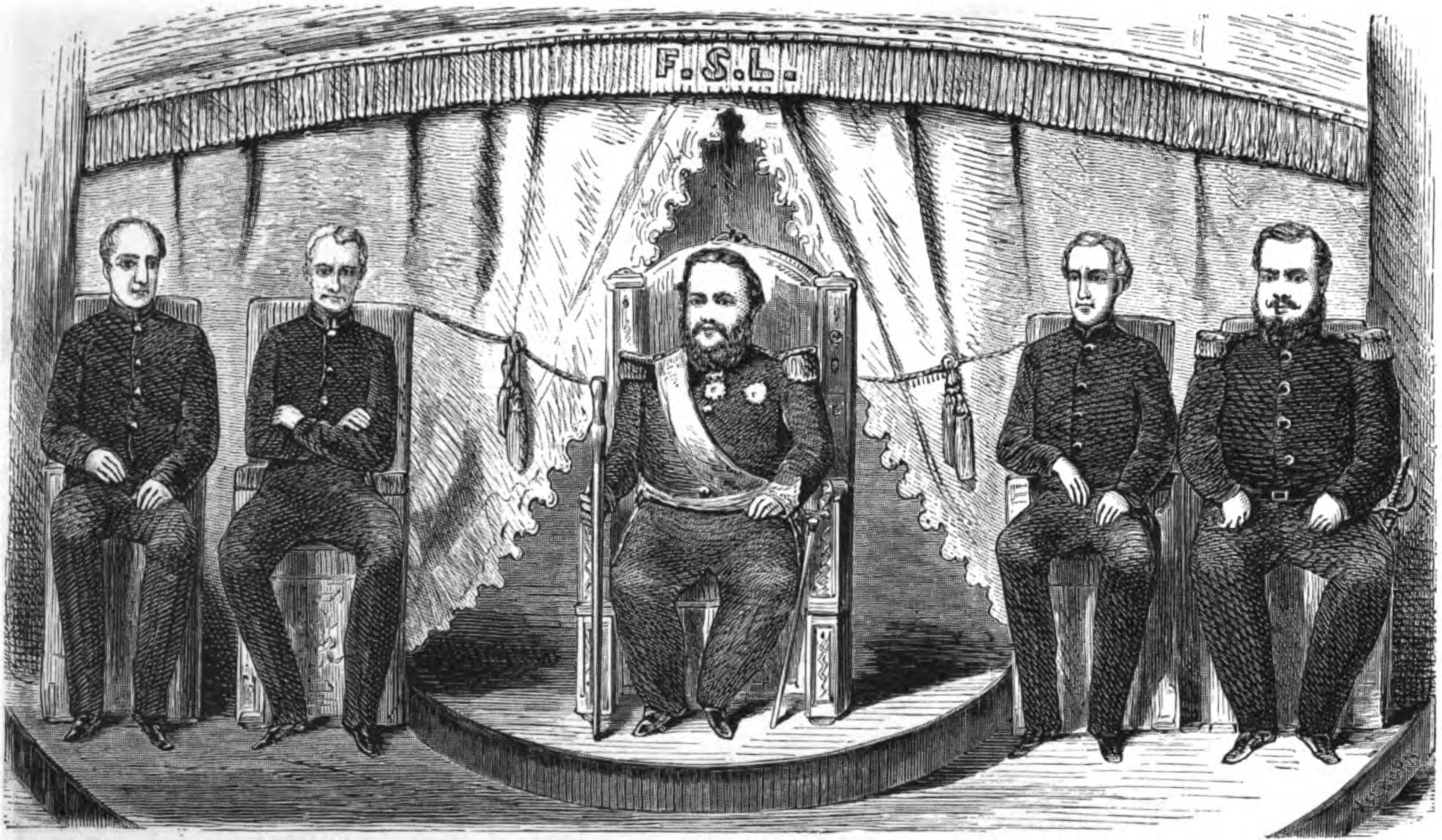
De troon: López en zijn kabinet
(1871)

Na zijn aantreden heeft López ervoor gekozen om het grootste deel van het economisch protectionisme beleid en de interne ontwikkeling van zijn voorgangers voort te zetten. Hij brak echter scherp met de voorkeur van vorige Paraguayaanse leiders voor het traditionele beleid van streng isolationisme in buitenlandse zaken. López begon daarentegen aan een meer activistische benadering van internationaal beleid. Hij had als grote ambitie Paraguay te positioneren als een geloofwaardige "derde macht" in de voortdurende politieke en militaire rivaliteit tussen Argentinië en het rijk van Brazilië over het 
Rio de la Plata-bekken.
López wilde dat Paraguay kon concurreren met de grote mogendheden van het continent in de strijd om buit en regionale dominantie. Bij het nastreven van dit doel probeerde López de kleinere naties van de regio te organiseren in een coalitie die ten doel had de Braziliaanse en de Argentijnse macht en invloed te beperken. López vond een gretige bondgenoot in de Uruguayaanse president Bernardo Berro, een andere leider wiens land vaak werd bedreigd door intriges van de twee grote mogendheden op het continent. Berro en López zouden snel een alliantie sluiten en López zou een enorme uitbreiding en reorganisatie van het Paraguayaanse leger beginnen, waarbij verplichte militaire dienst voor alle mannen zou worden geïntroduceerd, samen met andere hervormingen. Onder López groeide Paraguay uit tot een land met de best opgeleide (maar slecht uitgeruste) militairen in de regio. Hij kocht nieuwe wapens uit Frankrijk en Engeland, maar ze kwamen niet aan vanwege de blokkade die de geallieerden hadden opgelegd toen de oorlog uitbrak.

### De rol bij het begin van de oorlog
In 1863 begon Brazilië - dat geen vriendschappelijke betrekkingen had met Paraguay - militaire en politieke steun te verlenen aan een beginnende opstand in Uruguay onder leiding van Venancio Flores en zijn Coloradopartij tegen de Blanco-partij regering van Bernardo Berro en zijn opvolger, Atanasio Aguirre. De belegerde Uruguayanen vroegen herhaaldelijk om militaire bijstand van hun Paraguayaanse bondgenoten tegen de door Brazilië gesteunde rebellen. In een brief aan Brazilië, waarin stond dat elke bezetting van Uruguayaans grondgebied door Brazilië als een aanval op Paraguay zou worden beschouwd, liet López zijn steun aan Aguirre weten.
De brief negerend, viel Brazilië op 12 oktober 1864 Uruguay binnen. Hierop legde López beslag op de Braziliaanse koopvaardijstoomboot Marqués de Olinda in de haven van Asunción,. Aan boord was de Braziliaanse gouverneur van de provincie Mato Grosso en werd gevangen gezet. In de volgende maand (december 1864) verklaarde Lopez formeel de oorlog aan Brazilië en stuurde een strijdmacht om Mato Grosso binnen te vallen. De troepenmacht bezette en plunderde de stad Corumbá en nam bezit van de provincie en haar diamantmijnen, samen met een immense hoeveelheid wapens en munitie, inclusief voldoende buskruit om het hele Paraguayaanse leger te voorzien gedurende minstens een jaar actieve oorlog. Paraguayaanse troepen konden of wilden de hoofdstad van 
Cuiabá in het noorden van Mato Grosso echter niet innemen.
López wilde vervolgens troepen naar Uruguay sturen om de regering van Aguirre te steunen, maar toen hij Argentinië om toestemming vroeg om Argentijnse grond te passeren, weigerde de Argentijnse president Bartolomé Mitre de Paraguayaanse strijdmacht de tussenliggende Argentijnse provincie Corrientes te passeren. Tegen die tijd waren de Brazilianen erin geslaagd Aguirre met succes omver te werpen en hun bondgenoot Venancio Flores als president te installeren, wat van Uruguay in feite een Braziliaanse marionettenstaat maakte.
Het Paraguayaanse congres, bijeengeroepen door López, benoemde hem tot "maarschalk-president" van de Paraguayaanse legers (een equivalent van grootmaarschalk, hij was de enige Paraguayaan die die rang in zijn eigen leven opdeed) en gaf hem buitengewone oorlogsmachten. Op 13 april 1865 verklaarde hij de oorlog aan Argentinië, waarna hij beslag legde op twee Argentijnse oorlogsschepen in de baai van Corrientes. De volgende dag bezette hij de stad Corrientes, stelde een voorlopige regering in voor zijn Argentijnse partizanen en kondigde aan dat Paraguay de Argentijnse provincie Corrientes en de provincie Entre Ríos had geannexeerd.
Op 1 mei 1865 sloot Brazilië zich aan bij Argentinië en Uruguay bij de ondertekening van het Verdrag van de Triple Alliantie, waarin werd bepaald dat zij de oorlog met Paraguay moesten voortzetten totdat de bestaande regering van Paraguay omver werd geworpen en "totdat er geen wapens of elementen van oorlog waren overgebleven". Deze overeenkomst werd letterlijk uitgevoerd. Dit verdrag bepaalde ook dat meer dan de helft van de Paraguayaanse gebieden na de oorlog door de geallieerden zou worden veroverd. Het verdrag, openbaar gemaakt, veroorzaakte internationale verontwaardiging en er kwamen stemmen op ten gunste van Paraguay.

### Oorlog van de Triple Alliantie

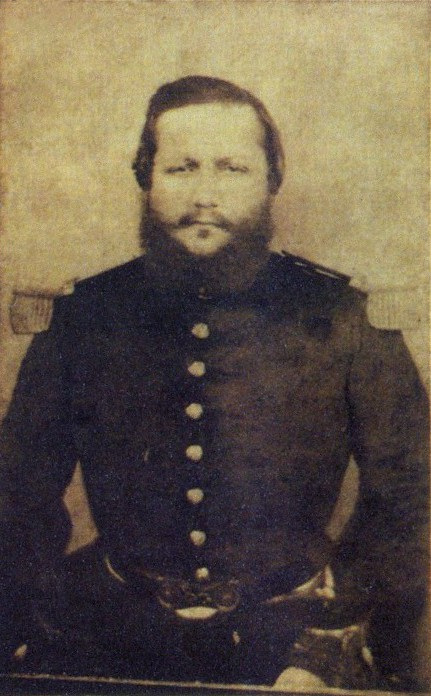
De laatst bekende foto van Solano López
(ca.1870), gemaakt door fotograaf Domenico Parodi

De oorlog die volgde, duurde tot 1 maart 1870 en werd voortgezet met grote halsstarrigheid en wisselende successen, hoewel de rampen voor López gestaag toenamen. Zijn eerste grote tegenslag kwam op 11 juni 1865, toen de machteloze Paraguayaanse vloot werd vernietigd door de Braziliaanse tijdens de Slag bij Riachuelo, die de geallieerden controle gaf over de verschillende waterwegen rondom Paraguay en dwong Lopez zich terug te trekken uit Argentinië.

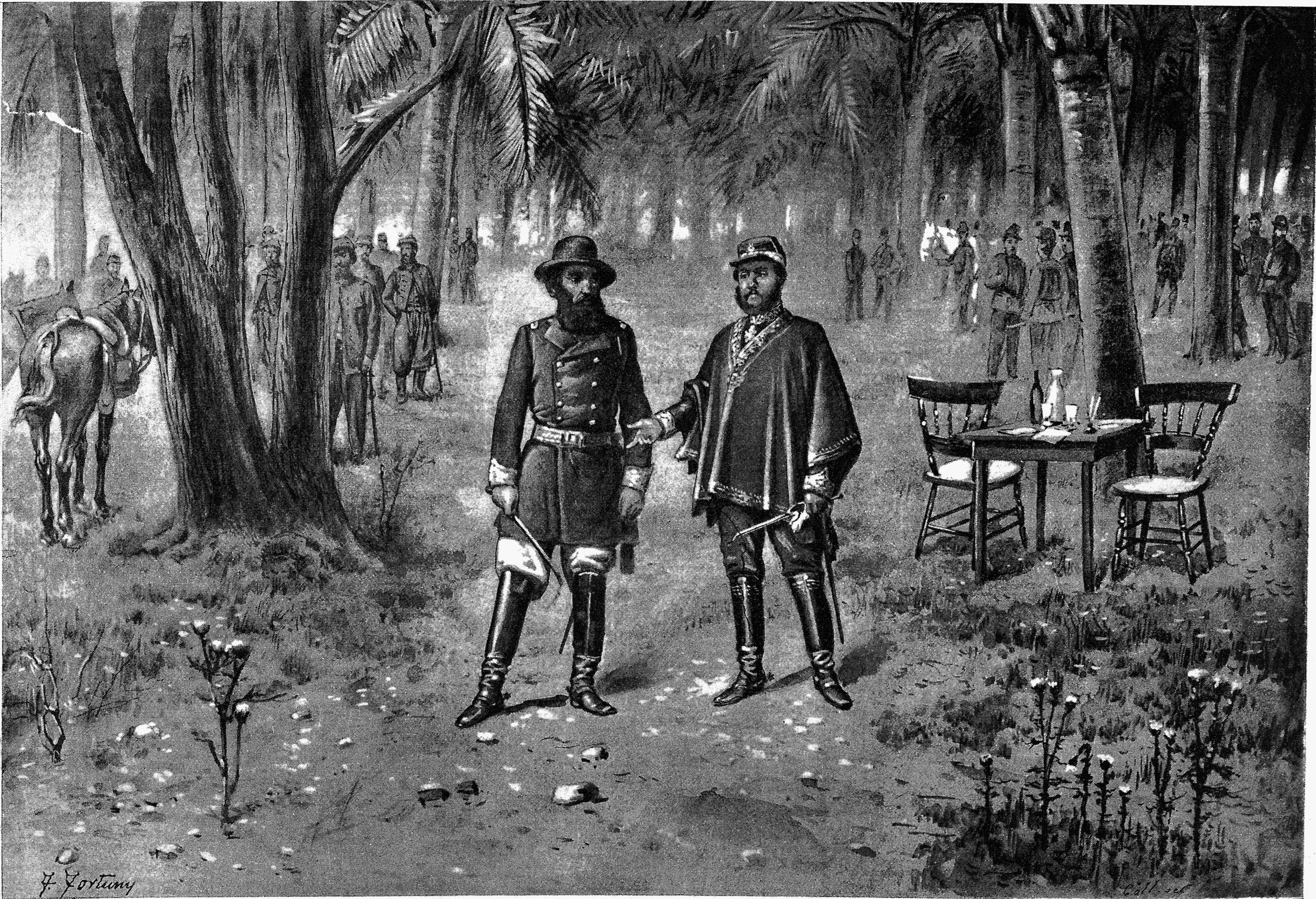
Conferentie in Yatayty Corá
(1893/96), Francisco Fortuny

Op 12 september 1866 nodigde López Mitre uit voor een conferentie in Yatayty Corá. López geloofde dat de tijd rijp was om vrede te onderhandelen en was klaar om een vredesverdrag met de geallieerden te ondertekenen. Er werd echter geen overeenstemming bereikt omdat de voorwaarden van Mitre waren dat elk artikel van het Verdrag van de Triple Alliantie moest worden uitgevoerd, een voorwaarde die López weigerde. Ongeacht de weigering van López, was een vredesverdrag niet iets dat Mitre kon garanderen behalve op grond van artikel VI van het verdrag dat verklaarde dat "de bondgenoten zich plechtig verbinden om hun wapens niet neer te leggen tenzij in onderling overleg, noch totdat zij de huidige regering van Paraguay hebben omvergeworpen, noch om met de vijand afzonderlijk te behandelen, noch een vredesverdrag te tekenen, wapenstilstand of conventie om de oorlog te beëindigen of op te schorten, tenzij door een perfecte overeenstemming van allen".
In 1868, toen de geallieerden hem hard onder druk zetten, overtuigde hij zichzelf ervan dat zijn Paraguayaanse aanhangers eigenlijk een samenzwering tegen zijn leven hadden gevormd. Daarop werden op zijn bevel enkele honderden prominente Paraguayaanse burgers opgepakt en geëxecuteerd, waaronder zijn broers en zwagers, kabinetsministers, rechters, prefecten, militaire officieren, bisschoppen en priesters, en negen tiende van de civiele officieren, samen met meer dan tweehonderd buitenlanders, waaronder verschillende leden van de diplomatieke legaties (de bloedbaden in San Fernando). Gedurende deze tijd liet hij ook zijn 70-jarige moeder stenigen en beval haar executie, omdat ze hem onthulde dat hij buiten het huwelijk was geboren.

#### Slag om Cerro Corá
López werd uiteindelijk met een handvol troepen naar de noordelijke grens van Paraguay gedreven. Hij arriveerde op 14 februari 1870 in de Cerro Corá. Twee detachementen werden gezonden op zoek naar Solano López, die vergezeld werd door 200 mannen in de bossen in het noorden, waar hij nieuws ontving over aanzienlijke Braziliaanse strijdkrachten die dichterbij kwamen. Dit zorgde ervoor dat enkele van de functionarissen die nog bij López waren hem in de steek lieten en de geallieerde strijdkracht benaderden, onder het bevel van de Braziliaanse generaal José Antônio Correia da Câmara, waarbij ze zich als verkenners voegden om hen naar López te leiden.
Toen hij hiervan hoorde, hield López een laatste oorlogsraad met de overgebleven officieren van zijn generale staf om de koers te bepalen voor de komende veldslag: of ze zouden ontsnappen naar de heuvelrug of blijven en stand houden tegenover de aanvallers. De raad besloot om de oorlog eens en voor altijd te beëindigen en tot de dood te vechten.

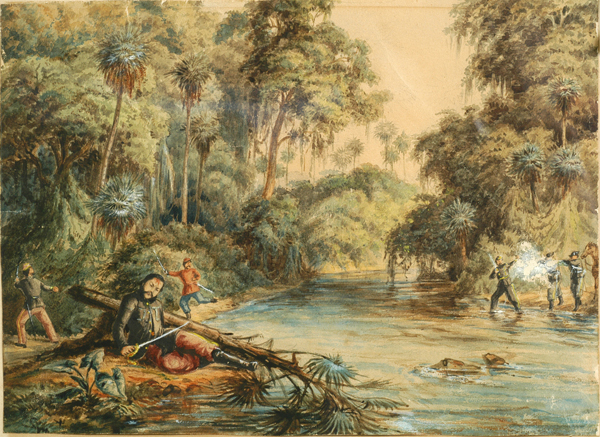
De dood van Francisco Solano López
(1870), Adolfo Methfessel

De Braziliaanse troepenmacht bereikte het kamp op 1 maart. Tijdens het gevecht dat volgde, werd López gescheiden van de rest van zijn leger en werd vergezeld door alleen zijn assistent en een paar officieren. Hij was gewond met een speer in de maag en een van een slag met een zwaard tegen de zijkant van zijn hoofd en was dus te zwak om alleen te lopen. Ze brachten hem naar de Aquidabangui-stroom, en daar lieten ze hem achter met het voorwendsel om versterkingen te krijgen.Terwijl Lopez alleen was met zijn assistent, kwam generaal Câmara samen met zes soldaten naar hem toe en riep hem op om zich over te geven en zijn leven te garanderen. López weigerde en schreeuwdend ¡Muero con mi patria!, (Ik sterf met mijn natie), probeerde hij Câmara met zijn zwaard aan te vallen. Câmara beval om hem te ontwapenen, maar López stierf tijdens de strijd met de soldaten die hem probeerden te ontwapenen. Dit incident markeerde het einde van de oorlog van de Triple Alliance.

## Nalatenschap
Er is in Paraguay een debat gaande over de vraag of hij een onverschrokken leider was die zijn troepen tot het einde leidde of dat hij Paraguay dom genoeg naar een oorlog leidde die hij nooit zou kunnen winnen en het land bijna van de kaart heeft geveegd. Het debat werd niet geholpen door de revisionistische opstelling van het Stroessner regime over de nationale geschiedenis.
Omgekeerd wordt hij door sommige Latijns-Amerikanen beschouwd als een voorvechter voor de rechten van kleinere landen tegen het imperialisme van machtigere buren. Eduardo Galeano beweert bijvoorbeeld dat hij en zijn vader het werk van José Gaspar Rodríguez de Francia voortzetten in het verdedigen van Paraguay als "het enige land dat het buitenlandse kapitaal niet had misvormd".
Er is in Paraguay een debat gaande onder historici over de laatste woorden van López. De twee versies zijn  Muero por mi patria  ('Ik sterf voor mijn natie') of  Muero con mi patria  ("Ik sterf met mijn natie").  (Dit laatste kan zijn gebaseerd op het testament van Luís de Camões. In elk geval heeft Juan Silvano Godoi over de gebeurtenis geschreven:
 Maarschalk López stierf er diep van overtuigd dat, naast hem, de onafhankelijkheid van Paraguay zou verdwijnen. Hij kreeg deze overtuiging toen hij hoorde dat de geallieerden in Asuncion een "tijdelijke regering" hadden georganiseerd, bestaande uit de Paraguayanen die wapens tegen hun regering hadden genomen en voor het leger van de Triple Alliance hadden gestreden.

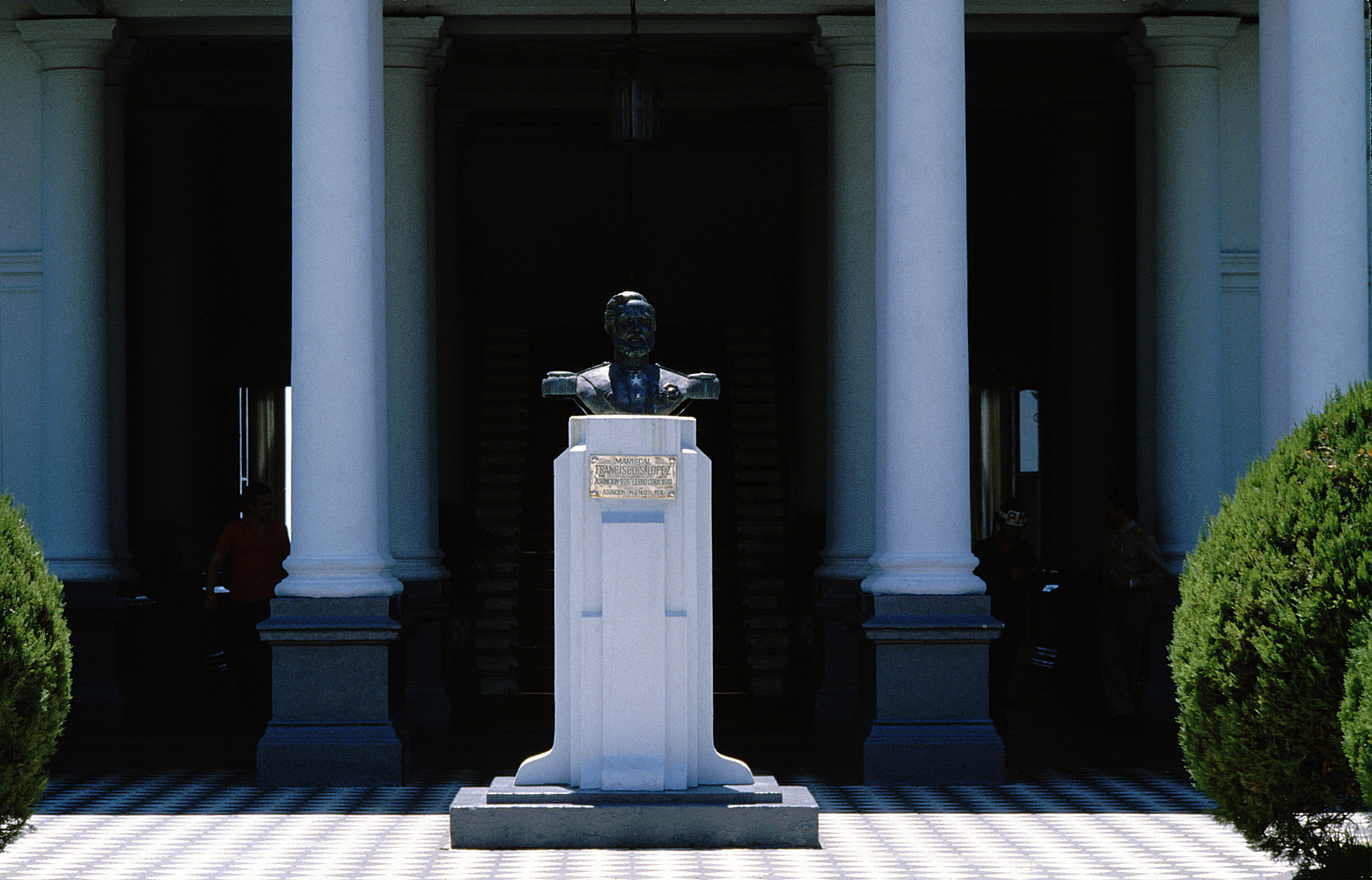
A bust of Solano López in Asunción

Op 1 maart, een nationale feestdag in Paraguay, wordt "Dia de los Heroes" (Heldendag) gehouden ter ere van López' herinnering. Het is de belangrijkste vakantie in het land na de onafhankelijkheidsdag. López wordt nog steeds beschouwd als de grootste Paraguayaanse nationale held, en zijn overblijfselen bevinden zich in het Nationaal Pantheon van de Helden in Asunción. Het is gebruikelijk in Asunción dat wanneer iets historisch gezien het vieren waard is (zoals de overwinning van de voormalige president Fernando Lugo in de Paraguayaanse 2008 verkiezingen, de mensen massaal met hun vlaggen op straat voor het Pantheon samenkomen en het evenement vieren.
In 2007 benoemde de Argentijnse president Cristina Kirchner een Argentijnse militaire eenheid naar de Marshal Francisco Solano López. Het was de Grupo de Artillería Blindado 2. Tijdens de ceremonie werden de volksliederen van beide landen gezongen en waren hoge officieren van beide legers aanwezig. De chef van het Argentijnse leger hield een toespraak tijdens het evenement waarin hij verklaarde: "Praten over het Paraguayaanse leger en het Argentijnse leger is praten over een en hetzelfde ding. Vandaag, in het Argentijnse leger, geëerd door het bezoek van Paraguay's legercommandant, werken we intens aan het vervullen van de droom van de vaders van onze natie. Van die mannen die een grote natie wilden bouwen, generaal José de San Martín en, met name, maarschalk López.". Naderhand zei luitenant-generaal Bendini:
 Marshal López inspireerde in zijn mannen een geest en liefde voor hun land waardoor ze de voorkeur gaven om te sterven in plaats van zich over te geven. Hij is een voorbeeld van wat een leider is, een bestuurder, een man die weet hoe hij zijn mensen kan bereiken. Ik ben er zeker van dat de mannen van deze artillerie-groep het voorbeeld zullen nemen van deze dappere Paraguayaanse soldaat en waardig zullen worden geacht voor de naam die hun eenheid draagt.
Aan het einde van de ceremonie presenteerde de Paraguayaanse leger-commandant de eenheid met een portret van López. Onder de kop Absurd eerbetoon aan een dictator stelde een leider in een commentaar in het Argentijnse dagblad La Nación (een krant opgericht door Bartolomé Mitre):
 Het benoemen van een militaire eenheid naar de dictator die de Argentijnse vlag vertrapte, is net zo absurd als Frankrijk of Polen een van hun regimenten "Adolf Hitler" noemden. 